# Publy
Publy település Franciaországban, Jura megyében. Lakosainak száma 276 fő (2022. január 1.). Publy Vevy, Mesnois, Blye, Briod, Conliège, Nogna, Revigny és Verges községekkel határos.

## Népesség
A település népességének változása:
| Lakosok száma | 290  | 281  | 287  | 289  | 283  | 284  | 285  | 283  | 282  | 276  |
|               | 1968 | 1982 | 1990 | 2006 | 2013 | 2015 | 2017 | 2019 | 2020 | 2022 |